# Мастерс и Джонсон
Мастерс и Джонсон (англ. Masters and Johnson; с 1957 до 1990-х годов) — американский научный дуэт сексологов, в составе Уильяма Мастерса и его супруги Вирджинии Джонсон.
Дуэт известен исследованиями цикла сексуальных реакций человека, а также диагностики и лечения сексуальных расстройств и дисфункций. Мастерс и Джонсон совместно опубликовали два классических текста Human Sexual Response (с англ. — «Сексуальная реакция человека») и Human Sexual Inadequacy (с англ. — «Сексуальная человеческая неполноценность»), опубликованные в 1966 и 1970 годах соответственно. Обе книги стали бестселлерами и были переведены более чем на тридцать языков. Впоследствии Мастерс и Джонсон были включены в Аллею славы Сент-Луиса. Они также стали прототипами героев телесериалов «Мастера секса» для Showtime.

## История
Мастерс и Джонсон начали совместную работу на кафедре акушерства и гинекологии Вашингтонского университета в Сент-Луисе и продолжили её в некоммерческой организации Институт Мастерс и Джонсон, основанной ими в 1964 году (название с 1978 года).
На начальном этапе исследований, с 1957 по 1965 год Мастерс и Джонсон вели наблюдения по анатомии и физиологии сексуальной реакции человека. В экспериментах участвовали 382 женщины и 312 мужчин. Были зафиксированы наблюдения в ходе 10 тыс. «полных циклов сексуальной реакции». Результаты наблюдений развеяли многие давние заблуждения, в частности, о природе женского сексуального возбуждения (например, описание механизмов вагинальной смазки и опровержение ранее широко распространённого представления о том, что влагалищная смазка происходит из шейки матки) и оргазма (показывая, что физиология оргазмической реакции идентична независимо от того, была ли стимуляция клиторальной или вагинальной, и доказав, что некоторые женщины способны к мультиоргазмии).

## Исследования

### Стадии полового акта
Одним из наиболее известных результатов Мастерс и Джонсон стала четырёхстадийная модель сексуальной реакции человека :
- Фаза возбуждения (начальное возбуждение)
- Фаза плато (при полном возбуждении, но ещё не при оргазме)
- Оргазм
- Фаза разрешения (после оргазма)

Эта модель не делает разницы между предполагаемыми категориями «вагинального оргазма» и «клиторального оргазма» Зигмунда Фрейда: физиологический ответ был идентичным, даже если стимуляция происходила в другом месте.
Результаты Мастерс и Джонсон также показали, что у мужчин после оргазма наступает рефрактерный период, во время которого они не могут снова эякулировать, тогда как у женщин нет рефрактерного периода: это делает женщин способными к множественному оргазму. Они также были первыми, кто подробно изучил и описал феномен оргазма у обоих полов.

### Сексуальное поведение в преклонном возрасте
Мастерс и Джонсон первыми провели исследование сексуальной отзывчивости пожилых людей и обнаружили, что при достаточно хорошем состоянии здоровья и наличии заинтересованного и интересного партнёра не существует абсолютного возраста, при котором сексуальные способности полностью исчезают. Хотя они отметили, что с возрастом произошли определённые изменения в моделях сексуальных реакций мужчин и женщин — например, пожилым мужчинам требуется больше времени, чтобы возбудиться, и им, как правило, требуется более прямая генитальная стимуляция, а скорость выделения и количество вагинальной смазки также уменьшается с возрастом. Тем не менее, они отметили, что многие пожилые мужчины и женщины вполне способны испытывать возбуждение, оргазм даже после семидесяти лет и старше, что было подтверждено исследованиями сексуальной функции у пожилых людей.

### Критерии женского оргазма
Мастерс и Джонсон экспериментально определили признаки оргазма у женщин, такие как ускоренное сердцебиение и быстрые сокращения матки на пике сексуального акта.

## Критика
Некоторые исследователи секса, в частности Шер Хайт, критиковали работу Мастерс и Джонсон за неверный учёт культурных представлений о сексуальном поведении. Хайт, так же как и Элизабет Ллойд, подвергла критике аргумент Мастерса и Джонсон о том, что стимуляция клитора, достаточная для достижения оргазма, должна быть обеспечена за счёт толчков во время полового акта, и вывод о том. Однако работа самой Хайт была подвергнута сомнению из-за методологических недостатков.
Другие исследователи утверждали, что Мастерс и Джонсон исключили из рассмотрения участников, испытывающих влечение привлекаемых к своему полу, что ограничивает возможность обобщения их результатов.
Кроме того, Мастерс и Джонсон подверглись критике за изучение сексуального поведения в лаборатории. Хотя они пытались создать для участников максимально комфортные условия и позволяли им провести «практическую сессию» до того, как их поведение было записано, критики утверждали, что секс в лаборатории несравним с пребыванием в уединении и домашнем уюте.
Критики также отмечали, что Вирджиния Джонсон так и не получила университетского диплома и несмотря на это не возражала, если в прессе или лично её называли «доктор Джонсон».